# 獨立頌
《独立颂》（葡萄牙語：Hino da Independência）是巴西帝国的国歌，现在依然是一首在巴西流传甚广的爱国歌曲。巴西于1822年自葡萄牙王国独立，建立巴西帝国，由巴西皇帝佩德罗一世作曲，埃瓦里斯托·达·维加作词。1831年，佩德罗一世退位后，《巴西国歌》取代这首歌成为巴西的国歌，并沿用至今。